# Sophie Milliet
Sophie Milliet (ur. 2 listopada 1983 w Marsylii) – francuska szachistka, arcymistrzyni od 2004, posiadaczka męskiego tytułu mistrza międzynarodowego od 2009 roku.

## Kariera szachowa
Wielokrotnie reprezentowała Francję na mistrzostwach świata i Europy juniorek, największy sukces odnosząc w 2001 r. w Oropesa del Mar, gdzie zdobyła brązowy medal mistrzostw świata do 18 lat.
W finałach indywidualnych mistrzostw Francji startuje od 2000 roku. Czterokrotnie zdobyła tytuły mistrzyni kraju (Aix-les-Bains 2003, Pau 2008, Nîmes 2009, Caen 2011). Wielokrotnie reprezentowała Francję w turniejach drużynowych, m.in.:
- sześciokrotnie na olimpiadach szachowych (w latach 2004, 2006, 2008, 2010, 2012, 2014)[1],
- na drużynowych mistrzostwach świata (w roku 2013)[2],
- sześciokrotnie na drużynowych mistrzostwach Europy (w latach 2003, 2005, 2007, 2009, 2011, 2013); medalistka: indywidualnie – brązowa (2009 – na II szachownicy)[3],
- na turnieju o Puchar Mitropa (Mitropa Cup) (w roku 2002); medalistka: wspólnie z drużyną – srebrna (2002)[4].

Normy na tytuł arcymistrzyni zdobyła w Saint-Affrique (2003) oraz dwukrotnie w mistrzostwach Francji kobiet (2003, 2004). W 2006 r. podzieliła I m. w otwartych mistrzostwach Szwajcarii, rozegranych w Lenzerheide. W 2009 r. zwyciężyła w kobiecym turnieju w San Sebastián.
Najwyższy ranking w dotychczasowej karierze osiągnęła 1 lipca 2007 r., z wynikiem 2414 punktów zajmowała wówczas 44. miejsce na światowej liście FIDE, jednocześnie zajmując 3. miejsce (za Marie Sebag i Almirą Skripczenko) wśród francuskich szachistek.